# Francesco Gabbani
Francesco Gabbani (Carrara, 9 de setembro de 1982) é um cantor e multi-instrumentista italiano.
Em sua carreira venceu o famoso Festival de Sanremo duas vezes, em 2016 (quando venceu na seção de novas propostas com Amen) e no ano seguinte, já na categoria Big com Occidentali's Karma. Devido a sua vitória em 2017, se tornou o primeiro cantor na história do festival a vencer em ambas as categorias em duas edições consecutivas.
Representou a Itália no Festival Eurovisão da Canção 2017, onde obteve o 6ª lugar.

## Biografia

### Os primeiros dias
Nascido em uma família dona de uma loja de instrumentos musicais, desde cedo já tinha como se aproximar da música. Sua primeira aproximação foi à bateria, mas logo percebe que precisa aprender a tocar um instrumento harmônico que lhe permita compor canções, como a guitarra que ele estuda alguns anos entre a infância e a adolescência. Também toca piano e baixo.
Entrou no cenário musical aos dezoito anos, quando assinou seu primeiro contrato discográfico. Com o trio Trikobalto, grava um disco cujos dois singles deram ao grupo a chance de aparecer em meios televisivos e participar em diversos festivais musicais italianos. O grupo lança seu último disco em 2010, quando Gabbani o deixa e assina um novo contrato para lançar seu material próprio como cantor solo.

### O início da carreira solo
Em 2011, o cantor lança quatro singles: Italia 21, Un anno in più, Estate e Maledetto amore. Seu primeiro disco, Gretist Iz, é lançado em 2014, sendo promovido pela música I dischi non si suonano. Em 2015, o cantor assina um novo contrato, dessa vez de exclusividade com o selo BMG Rights Management, selo da alemã Bertelsmann Music Group especializado em direitos autorais. Lá o cantor também é inscrito como autor.
No outono de 2015, Gabbani se apresenta na edição daquele ano de Sanremo Giovani, programa televisivo que envolve uma competição entre doze cantores do novo cenário musical italiano (seis dos quais são aprovados e passam a compor a categoria Nuove proposte do Festival de Sanremo do ano seguinte). Ao ser aprovado e passado no programa, em fevereiro de 2016 ele participa no festival. Sua canção, Amen, foi escrito por Fabio Ilacqua e musicado pelo próprio Gabbani. Em 11 de fevereiro, no terceiro dia de apresentações, o cantor é eliminado, ao perder contra a também emergente Miele. Minutos depois o apresentador Carlo Conti revela um problema técnico na votação, que na verdade elimina Miele com uma pequena margem (ela levou 49,17% dos votos, enquanto Gabbani levou 50,83%). No dia seguinte, é proclamado o vencedor da categoria, levando também diversos prêmios menores como melhor letra.
Depois da vitória, a canção atinge um bom sucesso comercial, alcançando a décima quarta posição nas classificações musicais e sendo certificada disco de ouro em abril por ter vendido 25 mil cópias. Oito meses depois do festival, a música já era certificada como disco de platina, tendo vendido mais de 50 mil cópias. Ela anunciou o segundo disco de estúdio do cantor, Eternamente ora (Eternamente agora, em tradução livre), lançado no mercado em 12 de fevereiro de 2016. O disco contém oito músicas inéditas e alcançou a décima oitava posição nas paradas musicais. Depois disso foram lançados os singles Eternamente ora (6 de maio) In equilibrio (9 de setembro).
Promovendo seu disco, o cantor embarca na turnê musical #gabbatour, que o leva a diversos palcos. Em Carpi ele abriu um concerto da cantora Anastacia, com quem cantou I Belong to You.
Ainda em 2016, Francesco foi responsável pela trilha sonora do filme Poveri ma ricchi, lançado nas salas de cinema em 15 de dezembro, antecipado pelo lançamento de uma canção extraída do longa, Foglie al gelo, em 9 de dezembro. Durante o ano ele ainda escreve duas músicas para outros cantores: L'amore sa para Francesco Renga e Il bambino col fucile para Adriano Celentano.

### Magellano, o segundo disco
No dia 12 de dezembro de 2016, o apresentador Carlo Conti anuncia a lista dos 22 cantores que participarão da edição de 2017 do Festival de Sanremo competindo na categoria Big (que reúne nomes já consagrados da música italiana contemporânea). O nome de Francesco está presente com a música Occidentali's Karma, composta por ele, Filippo Gabbani (seu irmão), Fabio Ilacqua e Luca Chiaravalli. Durante as apresentações, em fevereiro de 2017, o cantor teve o apoio de Filippo Ranaldi, bailarino que ajudou na coreografia marcante da música vestido de macaco. Em 11 de fevereiro, o cantor vence a competição, surpreendendo por ter ficado na frente até de Fiorella Mannoia (cantora que tem quase 50 anos de carreira discográfica e que era considerada a favorita), que ficou em segundo lugar. Se juntando a eles no pódio ficou Ermal Meta.
Com essa segunda vitória, Gabbiani se junta a um pequeno grupo de cantores que também venceram nas duas categorias principais do festival, porém em anos diferentes (ele é o único cantor até agora a conseguir isso em edições consecutivas). O grupo conta com Eros Ramazzotti (1984 e 1986), Marco Masini (2004 e 1990), Aleandro Baldi (1992 e 1994), Annalisa Minetti (1998, devido a uma condição única no regulamento que permitia os vencedores da categoria de novas propostas de se concorrerem também na de grandes nomes) e Arisa (2009 e 2014). Essa vitória ainda o permite de representar seu país no Festival Eurovisão da Canção de 2017.
A canção, lançada como single em 9 de fevereiro de 2017, alcançou um sucesso comercial enorme dentro e fora da Itália. Uma semana após o  festival de Sanremo, ela já tinha a certificação disco de ouro por ter vendido 25 mil cópias. Na semana seguinte já havia aumentado suas vendas para 50 mil, sendo certificada disco de platina. Outro recorde foi o de número de visualizações do videoclipe oficial em menos tempo, visto que em um único dia o vídeo foi assistido mais de 4 milhões e 300 mil vezes na plataforma Vevo. Apesar de poder cantar a música em uma versão inédita em inglês, no dia 24 de fevereiro o cantor confirma que levará a letra original para a competição, porém em formato reduzido - visto que as músicas do Eurovisão não podem ter mais de 3 minutos de duração.
No dia 4 de abril anuncia o lançamento do disco Magellano para o dia 28 do mesmo mês. O disco tem ainda a inclusão pela primeira vez em suportes físicos de Foglie al gelo e de Suzanna, Suzanna, cover de Adriano Celentano apresentada no Festival de Sanremo de 2017.

## Discografia

### Álbuns
| Ano  | Detalhes do álbum                                                                                 |
| ---- | ------------------------------------------------------------------------------------------------- |
| 2014 | Greitist Iz - Lançado: 27 de maio - Gravadora: DIY Italia                                         |
| 2016 | Eternamente ora - Lançado: 12 de fevereiro - Gravadora: BMG Rights Management, Warner Music Italy |
| 2017 | Magellano - Lançado: 28 de abril - Gravadora: BMG Rights Management                               |

### Singles
- 2011 – Italia 21
- 2011 – Un anno in più
- 2011 – Estate
- 2011 – Maledetto amore
- 2012 – Svalutation
- 2014 – I dischi non si suonano
- 2016 – Amen
- 2016 – Eternamente ora
- 2016 – In equilibrio
- 2016 – Foglie al gelo
- 2017 – Occidentali's Karma
- 2017 – Tra le granite e le granate

### Autor
| Ano  | Título                | Artista           | Álbum de origem                    |
| ---- | --------------------- | ----------------- | ---------------------------------- |
| 2016 | L'amore sa            | Francesco Renga   | Scriverò il tuo nome               |
| 2016 | Il bambino col fucile | Adriano Celentano | Le migliori (em conjunto com Mina) |

## Prêmios
- Festival de Sanremo de 2016
  - Vencedor na categoria "Nuove Proposte" (com Amen)
  - Prêmio Emanuele Luzzati na categoria "Nuove Proposte" (com Amen)
  - Prêmio da Crítica do Festival da música italiana "Mia Martini" categoria "Nuove Proposte" (com Amen)
  - Prêmio Sergio Bardotti de melhor letra na categoria "Nuove Proposte" (com Amen)
- Festival de Sanremo de 2017
  - Vencedor com Occidentali's Karma
  - Vencedor do prêmio TIMmusic (dado à música Occidentali's Karma por ser o mais ouvido via streaming entre os que chegaram à final)